# Henrik IV Probus av Polen
Henrik IV Probus, polska: Henryk IV Prawy, tyska: Heinrich IV. der Gerechte, född omkring 1258, död 23 juni 1290, var hertig av Schlesien-Breslau (Wrocław) från 1266 och från 1288 till sin död även senior storhertig av Polen och hertig av Kraków under det polska senioratet. Han tillhörde den schlesiska grenen av huset Piast.
Henrik IV var son till hertig Henrik III "den vite" av Schlesien och Judyta av Masovien, dotter till hertig Konrad I av Masovien. 
Henriks äktenskap med Constantia av Opole (annullerat senast 1287) och Matilda av Brandenburg (gifta 1287) blev båda barnlösa. Henrik avled vid omkring 32 års ålder år 1290. Han följdes som storhertig av Polen av Przemysław II av Polen och som hertig av Wrocław av Henrik V av Schlesien.
Han var poet och sångare enligt tidens riddarideal och två minnessånger av honom finns bevarade i Codex Manesse.